# Guatteria jefensis
Guatteria jefensis este o specie de plante angiosperme din genul Guatteria, familia Annonaceae, descrisă de Barringer. A fost clasificată de IUCN ca specie în pericol. Conform Catalogue of Life specia Guatteria jefensis nu are subspecii cunoscute.